# イーサリアム
イーサリアム（英: Ethereum）とは、分散型アプリケーション（DApps）やスマート・コントラクトを構築するためのブロックチェーン・プラットフォームの名称、及び関連するオープンソース・ソフトウェア・プロジェクトの総称であり、イーサリアム・プロジェクトによって開発が進められている。イーサリアムを利用するのに必要な通貨（内部通貨）として「Ether（イーサ）」が用いられ、ユーティリティ通貨として使用される事が意図されている。また汎用コンピュータとして設計され、仮想マシン（Virtual Machine）が動かせる。
ビットコインと並びイーサリアムは、時価総額や1日の取引量から見て仮想通貨におけるトップ2である。

## 歴史

### イーサリアムの誕生
イーサリアムの構想は2013年にウォータールー大学の学生であったヴィタリック・ブテリンにより「Ethereum white paper」と書かれたのが始まりである。その構想はギャビン・ウッドにより学術的な整理がなされた。その後、2014年6月に「Ether」とビットコインを交換するクラウドセールが42日間かけて行われ、18億円相当のビットコインを調達した。
また、プラットフォームの開発においては、2014年2月にProof of Conceptの最初のフェーズ（PoC-1）として、プログラミング言語C++で実装されたクライアントがリリースされた。以降、順次開発が進められ、POC-9である「Olympic」を経て、2015年7月30日に最初のβ版である「Frontier」がリリースされた。
2016年3月14日にはFrontierでのネットワークの安定性の確認やユーザビリティの向上を含めた改良がなされた「Homestead」がリリースされた。

### The DAO事件
The DAOはEthereumの仕組みを利用して、ブロックチェーン上で決めたルールに従い、資金を集めて投票し、利益が上がれば投資者に配分するというシステムである。投資者はイーサとDAOトークンを交換する事で資金を提供し、投票にDAOトークンを利用するものであった。
2016年4月5日から4月30日にかけて、DAOトークンのクラウドセールを開催し、当時のイーサの総流通量の14パーセント（当時150億米ドル）を調達した。
2016年6月17日、The DAOのスマートコントラクトのバグを悪用し、約360万ETH（当時5000万米ドル）が未知のハッカーによって盗まれ、その後Robin Hoot Group（RHG）と名乗る集団がおよそ720万ETHの確保とコミュニティへの返還を発表した。
6月17日から7月20日までの28日間はDAOトークンとETHが交換できない仕組みだったので、その間に開発者は解決策を見つける事を考えた。
6月28日にはThe DAOに投資された全てのイーサの残高を新しい払い戻し用のスマートコントラクトに移動させ、元の所有者が払い戻しできるようにするハードフォークを提案した。
7月15日、イーサリアムの開発チームはクライアントを作成し、クライアントがデフォルト設定でハードフォークするのかしないのかの投票を開始し、デフォルト設定ではハードフォークする事に決まった。こうしてThe DAO事件が起きる前のハッカーによる不正送金が起こる前の状態に戻った。
しかし、ハードフォークに反対するコミュニティが古いクライアントソフトウェアを実行し続けた事でEthereum Classicが誕生し、2つのイーサリアムネットワークが誕生した。

### Serenity
2017年10月16日には「Metropolis」と呼ばれるバージョンがリリースされ、今後は「Serenity」と呼ばれるバージョンがオープンソースとして開発が進められ、コンセンサスアルゴリズムをプルーフ・オブ・ステークへ移行する事で、イーサリアムの本番リリースとなる予定である。PoS(プルーフ・オブ・ステーク)を採用したEthereumを「合意レイヤー」と呼び、PoW（プルーフ・オブ・ワーク）を採用したEthereumを「実行レイヤー」と呼ぶ。それぞれ「ETH2」と「ETH1」を呼称としたが、2022年1月25日にそれぞれ「合意レイヤー」と「実行レイヤー」に呼称を変えた。
「Serenity」の主な目的は、ネットワークのトランザクション・スループットを毎秒最大数万トランザクションまで向上させることである。また、トランザクションの検証作業をシャードと言われるバリデーターのグループごとに分け、トランザクションの検証作業を効率化することで、イーサリアムで問題となっていたスケーラビリティ問題の解決を目指す。この技術をシャーディングといい、各グループ毎のチェーンをシャードチェーンという。その第一歩として2020年12月1日にシャードチェーンからの命令の整理と調整をするのハブとして機能するPoS（proof-of-stake）ブロックチェーンであるBeacon Chainを作成した。将来は64個のシャードチェーンを導入をする事でトランザクションに多くのバイパスを作る予定であり、また「実行レイヤー」は「合意レイヤー」の中でシャードチェーンとなる予定である。
その一環として、2022年6月8日にパブリックテストネット「Ropsten」にて、コンセンサスアルゴリズムを「プルーフ・オブ・ステーク（PoS）」へ移行し、8月11日にはテストネット「Goerli」が移行した。そして、メインネットは2022年9月15日に移行した。移行して数時間後、PoWチェーンでマイニングを行っていたマイナーらが中心となってイーサリアムがハードフォークをし、PoWを維持するためにイーサリアムPoWとイーサリアムFairが誕生した。
その後はKilnとRopstenとRinkebyが廃止され、GoerliまたはSepoliaに集約される予定である。

### 直近のアップグレード
イーサリアムは、定期的にアップグレードが行われてきた。直近のアップグレードは、4月12日午後10時27分（UTC）に行われたシャペラ（Shapella）アップグレードだ。
イーサリアムのシャペラ（Shapella）ハードフォークがメインネット上で正式に実行されたことで、イーサリアムのバリデーターはついにステークしたイーサリアムをビーコンチェーンから引き出せるようになった。

## 技術的特徴

### Ether
イーサリアムでは、内部通貨「イーサ」（Ether、シンボル：ETH）が規定され、GAS代といった取引手数料の支払いやスマート・コントラクトを履行するための手数料およびマイニングの報酬として用いられている。

### ネットワーク
イーサリアムでは、イーサリアム・ネットワークと呼ばれるP2Pのネットワーク上でスマート・コントラクトの履行履歴をブロックチェーンに記録していく。またイーサリアムは、スマート・コントラクトを記述するチューリング完全なプログラミング言語を持ち、ネットワーク参加者はこのネットワーク上のブロックチェーンに任意のDAppsやスマート・コントラクトを記述しそれを実行することが可能になる。ネットワーク参加者が「Ether（イーサ）」を目当てに、採掘と呼ばれるブロックチェーンへのスマート・コントラクトの履行結果の記録を行うことで、その正統性を保証していく。このような仕組みにより特定の中央管理組織に依拠せず、P2P全体を実行環境としてプログラムの実行とその結果を共有することが可能になる。

### Ethereum Virtual Machine
イーサリアム仮想マシン（EVM : Ethereum Virtual Machine）とはEthereumにおけるスマートコントラクトを実行するためのプログラム環境である。EVMで実行するプログラミング言語としてSolidityやVyper、Serpent、LLL、Banboo等が用いられている。

### アカウント
イーサリアムには、ユーザーアカウント（外部所有アカウント）とコントラクトアカウントの2種類のアカウントがあり、両方ともアドレスを持つ。
ユーザーアカウントとは秘密鍵を持つアカウントであり、トランザクションを送信できる。またコントラクトアカウントは秘密鍵を持たないが、EVMで実行できるプログラムであるスマートコントラクトのコードが関連付けられ、コントラクト内の関数を呼び出す事ができる。

### GAS代
トランザクションを作成する際、送信者はGAS代とGASリミットを指定する。GAS代とはEthereumにおける取引手数料であり、単位はGweiである。GASリミットとは送信者がトランザクションに対して払えるガスの上限を定めたものである。マイナーは獲得できる報酬を最大化するために、ガス代の高いトランザクションを優先的に処理するので、取引が増加するとGAS代が高騰するという問題点がある。近年、イーサリアム上の取引量が増加しているため、GAS代の慢性的な高騰が課題となっており、ArbitrumやOptimismといったセカンドレイヤーのブロックチェーンによるスケーラビリティ拡大などの対策が講じられつつある。

### コンセンサスアルゴリズム
イーサリアムのコンセンサスアルゴリズムは「Ethash」と言われる独自のPoW(Proof of Work)を採用し、ASIC耐性を持たせている。イーサリアムはPoS(Proof of Stake)への移行を目指すために、PoWによるマイニングの難易度を徐々に高くなるように設定されている。PoSを採用したアルゴリズムは「Casper」と呼ばれ、Ethereum 2.0への採用が予定されている。

## コミュニティ

### イーサリアム改善提案
イーサリアム改善提案（EIP：Ethereum Improvement Proposal）とは、イーサリアムに新しい機能を提案し、そのプロセスや環境を説明する設計書である。また、EIPに付与されるラベルをイーサリアムコメント要求（ERC : Ethereum Request for Comments）という。代表的なEIPとしてEIP-20があり、トークン作成に関する提案書である。これをラベルにしたものがERC-20である。

### 代表的なコミュニティ
イーサリアム財団
イーサリアム財団は、イーサリアムの関する開発プログラムの作成や、世界のイーサリアムの開発者・研究者向けに対して年に1度の会議である「Devcon(デブコン)」を主催する。2020年以降はCOVID-19の影響によりDevconの開催を延期している。
- Devcon 1 - 2015年11月9日-13日 イギリス（ロンドン）
- Devcon 2 - 2016年9月19日-21日 中国（上海）
- Devcon 3 - 2017年11月1日-4日 メキシコ（カンクン）
- Devcon 4 - 2018年10月30日-11月2日 チェコ（プラハ）
- Devcon 5 - 2019年10月8日-11日 日本（大阪）- 大阪市住之江区のATCホールにて開催した[48]。
- Devcon 6 - 2022年10月11日-14日 コロンビア（ボゴタ）[49][50][51]

Ethereum Research
Ethereum Researchとは、イーサリアムのコア開発者らで議論する掲示板である。
ConsenSys
ConsenSysとは、イーサリアムを専門に扱うブロックチェーンソフトウェア技術企業。

## アプリケーションとプロジェクト

### ERC-20トークン
イーサリアムのトークン規格「ERC-20（Ethereum Request for Comments 20）」は、イーサリアムブロックチェーンと互換性を持つ暗号資産を作るための規格である。2015年11月にFabian Vogelstellerによって提案されたこの規格は、スマートコントラクト内にトークン用のAPIを実装している。この規格は、あるアカウントから別のアカウントへのトークンの転送、アカウントの現在のトークン残高の取得、ネットワーク上で利用可能なトークンの総供給量の取得などの機能を提供する。ERC-20の処理を正しく実装したスマートコントラクトはERC-20トークンコントラクトと呼ばれ、Ethereum上で作成されたトークンを追跡するのに役立つ。数多くの暗号通貨がERC-20トークンとして登場し、イニシャル・コイン・オファリング（ICO）で配布された。

### 非代替性トークン
イーサリアムでは、トークン規格「ERC721」や「ERC1155」を用いて非代替性トークン（NFT）と呼ばれるユニークで不可分なトークンの作成が可能である。 NFTはユニークであるため、コレクターズアイテム、デジタルアート、スポーツの記念品、仮想不動産、ゲーム内のアイテムなどを表現するために使用されてきた。

### ENS
ENS（Ethereum Name Service）とはイーサリアムアドレスやコントラクトアドレスを「○○.eth」のように人が理解できる名前に変換できる分散型アプリケーション（DApp）であり、非代替性トークン（NFT）に活用されている。これは、EIP-137とEIP-162とEIP181という3つのイーサリアム改善提案（EIP）によって仕様が規定されている。

### 分散型金融
分散型金融（DeFi）とは金融機関のように中央の管理者を必要とせず自律的に運営され、パブリック型ブロックチェーン上でスマートコントラクトを活用して構築・運用される分散型の金融サービスのことであり、Ethereumのユースケースの一つになっている。ユーザーに利息を獲得させるマネー・マーケット・ファンドなど、企業や政府の管理外にある伝統的な金融商品を分散型アーキテクチャで提供している。 分散型金融アプリケーションは通常、Web3対応のブラウザ拡張機能やアプリケーションを介してアクセスされ、MetaMaskのようにウェブサイトを介してユーザーがEthereumブロックチェーンと直接やりとりできるようになっている。 これらのDAppsの多くは、複雑な金融サービスを構築するために接続し、連携することができる。
DeFiプラットフォームの例としては、MakerDAOやCompoundなどがある。 Ethereum上のトークンの分散型取引所であるUniswapは、流動性が2000万ドルだったのが、2020年には29億ドルにまで成長した。 2020年10月の時点で、110億ドル以上が様々なDeFiプロトコルに投資されている。 さらに、「Wrapping」と呼ばれるプロセスを通じて、特定のDeFiプロトコルは、さまざまな資産（ビットコイン、金、石油など）をイーサリアム上で利用・取引可能にし、さらにイーサリアムの主要なウォレットやアプリケーションのすべてと互換性を持たせられる。

### 代表的なプロジェクト
イーサリアムはDappおよびスマート・コントラクトを実現するためのプラットフォームであり、さまざまなプロジェクトがイーサリアムのプラットフォームを用いて立ち上がっている。
- Aave : イーサリアム上の流動性を提供する分散型レンディングプロトコル[70]
- Aragon : イーサリアム上で自律分散型組織（DAO）の構築を支援するプラットフォーム[71]
- Augur : 予測市場をイーサリアム上で実現するプロジェクト[72]
- Chainlink : イーサリアム上に構築された分散型オラクルネットワーク[73]
- Compound : イーサリアム上の流動性を提供する分散型レンディングプロトコル[74]
- Digix : 顧客から金（Goid）とトークンを交換し、そのトークンで価値のやりとりができるプロトコル[75]
- Etherisc : 分散型の保険プロトコル。飛行機の遅延による損失を補償する「Etherisc FlightDelay Protection」等のサービスを提供している[76]。
- Golem : 分散型計算機ネットワークのプロジェクト。使用していない計算機リソースを集約し、仮想的なスーパーコンピューターのように活用することを実現する。リソースの提供者は、対価としてGLMトークンを得ることができる。[77]
- Polygon : イーサリアムのレイヤー2ソリューション[78]。
- Uniswap : イーサやERC20規格に基づいた暗号資産の交換に利用される分散型金融（DeFi : Decentralized Finance）プロトコル[79]